# Assedio di Bouchain
L'assedio di Bouchain ebbe luogo nel corso della guerra di successione spagnola nonché l'ultima delle grandi vittorie di John Churchill, I duca di Marlborough. Il duca inglese riuscì a rompere le linee difensive francesi ed a prendere Bouchain dopo 34 giorni d'assedio. La sua cattura lasciò Cambrai quale unica fortezza francese tra gli alleati e Parigi.

## Antefatto
Nell'estate del 1711, l'esercito del duca di Marlborough, avendo preso l'importante fortezza di Douai l'anno precedente, poté muoversi agevolmente nella Francia settentrionale, bloccato dai francese solo dal Ne Plus Ultra – una serie di fortificazioni che si stagliavano dal Canale della Manica sino alle Ardenne a Namur. L'esercito alleato era stato però indebolito dal ritiro dell'armata del principe Eugenio di Savoia che aveva dovuto coprire l'alto Reno, dal momento che il deposto elettore di Baviera aveva tentato di cogliere l'occasione della morte dell'imperatore Giuseppe per riprendere la sua posizione. Il 6 luglio, il duca di Marlborough prese la piccola fortezza di Arleux, poco a nord della linea, ad ovest di Bouchain, sia per impedirne l'uso ai francesi sia come porto sicuro e per far pervenire forniture d'acqua regolari a Douai. Il duca venne però superato da Villars quando l'esercito francese attraversò la linea il 22/23 luglio e riprese Arleux, con l'esercito alleato troppo lontano per intervenire in tempo, e le difese ancora troppo deboli quando i francesi giunsero. Marlborough, inizialmente furioso, riprese ben presto l'iniziativa di marciare col suo esercito ed assaltare le linee presso Arras. Quella notte l'armata giunse nei pressi dell'accampamento francese, lo incendiò e marciò verso Arleux ad est. A mezzanotte le forze provenienti da Douai e guidate da Cadogan attraversarono le linee francesi e dalle 8.00 l'avanguardia aveva già compiuto la traversata. Villars, giunse sulla scena con alcune centinaia di cavalieri, rendendosi conto di essere stato battuto, e per quanto cercò di ingaggiare battaglia di fronte al bosco di Bourlon, il duca di Marlborough gli sfuggì. Fu a questo punto che Marlborough poté muovere l'assedio alla cittadella fortificata di Bouchain.

## L'assedio
Per difendere il villaggio di Bouchain, il suo governatore, de Ravignau, aveva a disposizione 5 000 uomini contro gli assedianti al comando del duca di Marlborough che erano 30 000, ma egli poteva contare sul vantaggio di avere tra le mani una delle più resistenti e meglio organizzate fortezze della Francia, circondata da terre limacciose per la confluenza dei fiume Scheldt e Sensée. Inoltre, l'esercito di Villars aveva preso posizione ad ovest del campo alleato e si manteneva costantemente in contatto con la guarnigione degli assediati. Il duca di Marlborough rispose a questa situazione usando le proprie batterie d'artiglieria dapprima contro Villars e poi contro la fortezza riuscendo il 18 agosto a bloccare le comunicazioni tra il maresciallo e Bouchain, stabilendo inoltre un corridoio sicuro per collegare il suo accampamento col porto di supporto di Marchiennes sul fiume Scarpe. Frequenti furono i raids di Villars sui convogli provenienti da Scarpe, e poi verso Douai, ma non riuscì a interrompere l'assedio e la guarnigione si arrese il 13 settembre 1711.

## Conseguenze
Quella di Bouchain fu l'ultima grande azione di Marlborough. L'ultimo giorno dell'anno venne privato della sua posizione di capitano generale e di tutti gli altri suoi incarichi. Il comando per la campagna continentale del 1712 venne affidato al duca di Ormonde, il quale fu ad ogni modo strettamente limitato nei suoi movimenti. In particolare gli venne proibito di ingaggiare battaglia coi francesi dato che erano in atto degli accordi di pace tra Gran Bretagna e Francia, fatto che gli fece abbandonare il progetto coltivato dal suo predecessore per l'anno venturo di assediare Cambrai e poi marciare su Parigi. Prima della fine dell'anno, la Gran Bretagna si sarebbe ritirata dall'Alleanza, lasciando i restanti alleati al comando del principe Eugenio di Savoia ad essere sconfitti a Denain.